# Ineffabilis Deus
Ineffabilis Deus (łac. Niewysłowiony Bóg) – bulla papieża Piusa IX o niepokalanym poczęciu Najświętszej Maryi Panny ogłoszona 8 grudnia 1854 roku.

## Tekst bulli (fragment)

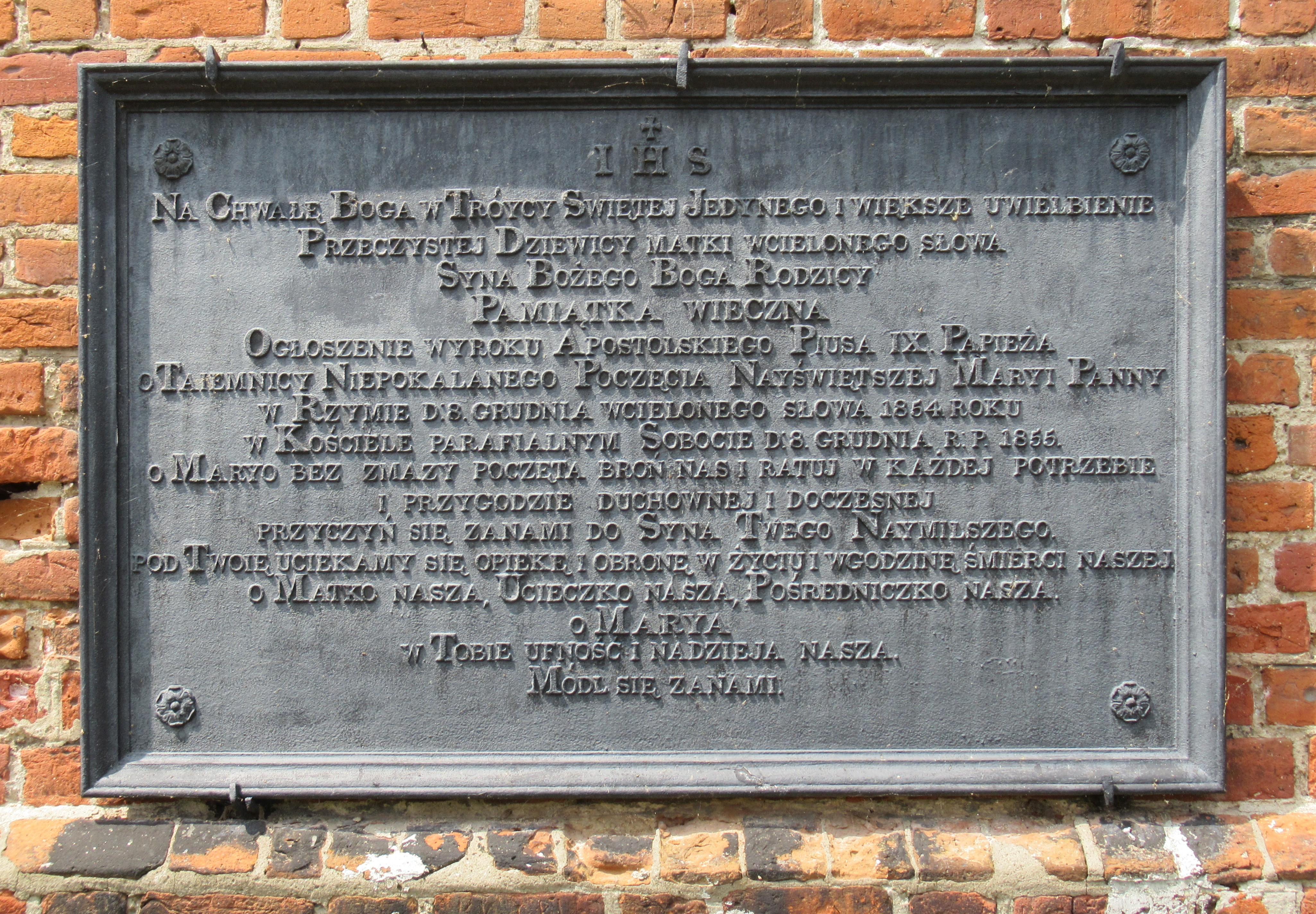
Tablica poświęcona wydaniu encykliki w Sobocie (woj. łódzkie)

Ku chwale świętej i nierozdzielnej Trójcy, ku czci i ozdobie Panny Bogarodzicy, ku podwyższeniu wiary katolickiej i pomnożeniu chrześcijańskiej religii, mocą Pana naszego Jezusa Chrystusa, błogosławionych apostołów Piotra i Pawła oraz Naszą oświadczamy, ogłaszamy i stanowimy, że nauka, która utrzymuje, iż Najświętsza Maryja Panna w pierwszej chwili poczęcia szczególną wszechmocnego Boga łaską i przywilejem, przez wzgląd na przyszłe zasługi Chrystusa Jezusa Zbawiciela rodu ludzkiego, zachowana była wolna od wszelkiej skazy pierworodnej winy, jest od Boga objawiona, a przeto od wszystkich wiernych mocno i stale ma być wierzona.
Założenia dogmatyczne tego dokumentu zostały odrzucone przez kościoły starokatolickie, ewangelickie i prawosławne.